# Động đất Illinois 2008
Động đất Illinois 2008 (tiếng Anh: 2008 Illinois earthquake) là trận động đất xảy ra vào lúc 4:36 (theo giờ địa phương), ngày 18 tháng 4 năm 2008. Trận động đất có cường độ 5.4 richter, tâm chấn độ sâu khoảng 14,3 km. Hậu quả trận động đất đã làm 2 người bị thương.